# Seregélyes
Seregélyes là một làng thuộc hạt Fejér, Hungary. Làng này có diện tích 78,19 km², dân số năm 2010 là 4639 người, mật độ 59 người/km².